# Certification Sceau rouge
La certification Sceau rouge (ou Red Seal Certification) est une attestation interprovinciale canadienne décernée, après examens, à des travailleurs spécialisés qui ont acquis des savoirs et compétences professionnels répondant à des normes nationales.
Cette certification permet également aux travailleurs diplômés d'une province de travailler dans les autres provinces canadiennes grâce à cette reconnaissance des acquis et de l'expérience dans un domaine.